# Carin Lundberg
Carin Ingeborg Lundberg, född Nyström 28 april 1944 i Skellefteå landsförsamling, är en svensk politiker (socialdemokrat), som var riksdagsledamot 1991–2006, invald för Västerbottens läns valkrets.
Åren 2007–2015 var hon ordförande i Kulturnämnden i Skellefteå samt för Skellefteå Museum AB.[källa behövs] Hennes yrke är socionom.
Lundberg var ledamot i lagutskottet och finansutskottet. Hon satt också i Riksgäldskontorets samt Finansinspektionens styrelser samt i Riksbanksfullmäktige 1994–2010. Carin Lundberg var dessutom ersättare i Nordiska rådet 1994–1998, ledamot i krigsdelegationen och valberedningen.
Carin Lundberg var ledamot Aktiebolagskommittén 1991–2001 samt ordförande i Minoritetsspråkskommittén 1995–1998.